# كارثة ألترا ماراثون قانسو
كارثة ألترا ماراثون قانسو هي كارثة حدثت في 22 مايو 2021 عندما توفى 21 متسابق محترف نيجة لانخفاض درجة الحرارة من أصل 172 متسابق في سباق ألترا ماراثون تديره الحكومة لمسافة 100 كيلومتر (62 ميل) في قانسو، الصين.